# راتسهبورغ
راتسبورغ (بالألمانية: Ratzeburg) هي بلدة ألمانية تقع في ألمانيا في شليسفيغ هولشتاين. يقدر عدد سكانها بـ 13,671 نسمة .

## المدن التوأمة
مدينة Ribe هي مدينة توأمة لـراتسبورغ.

## معرض صور

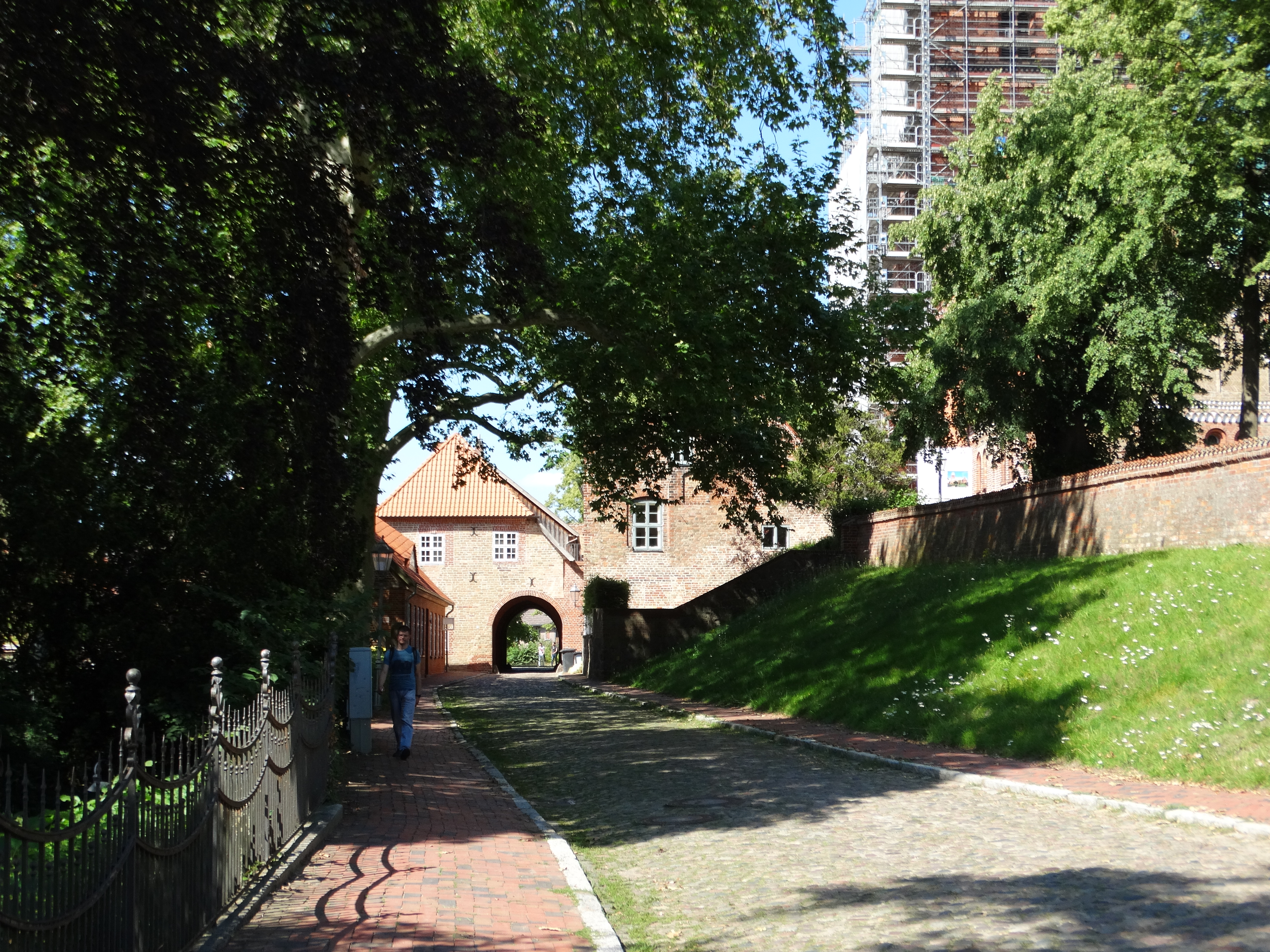
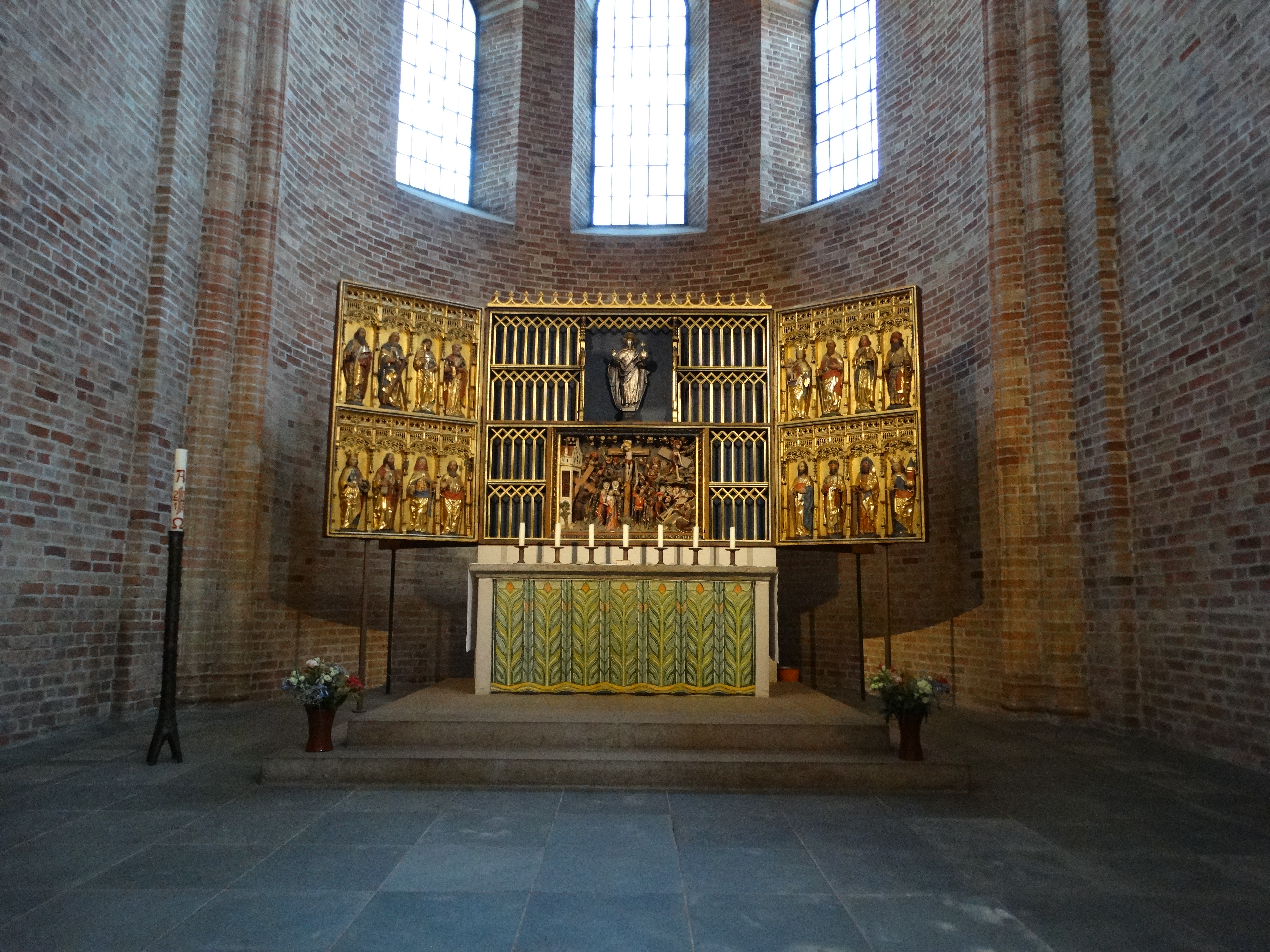
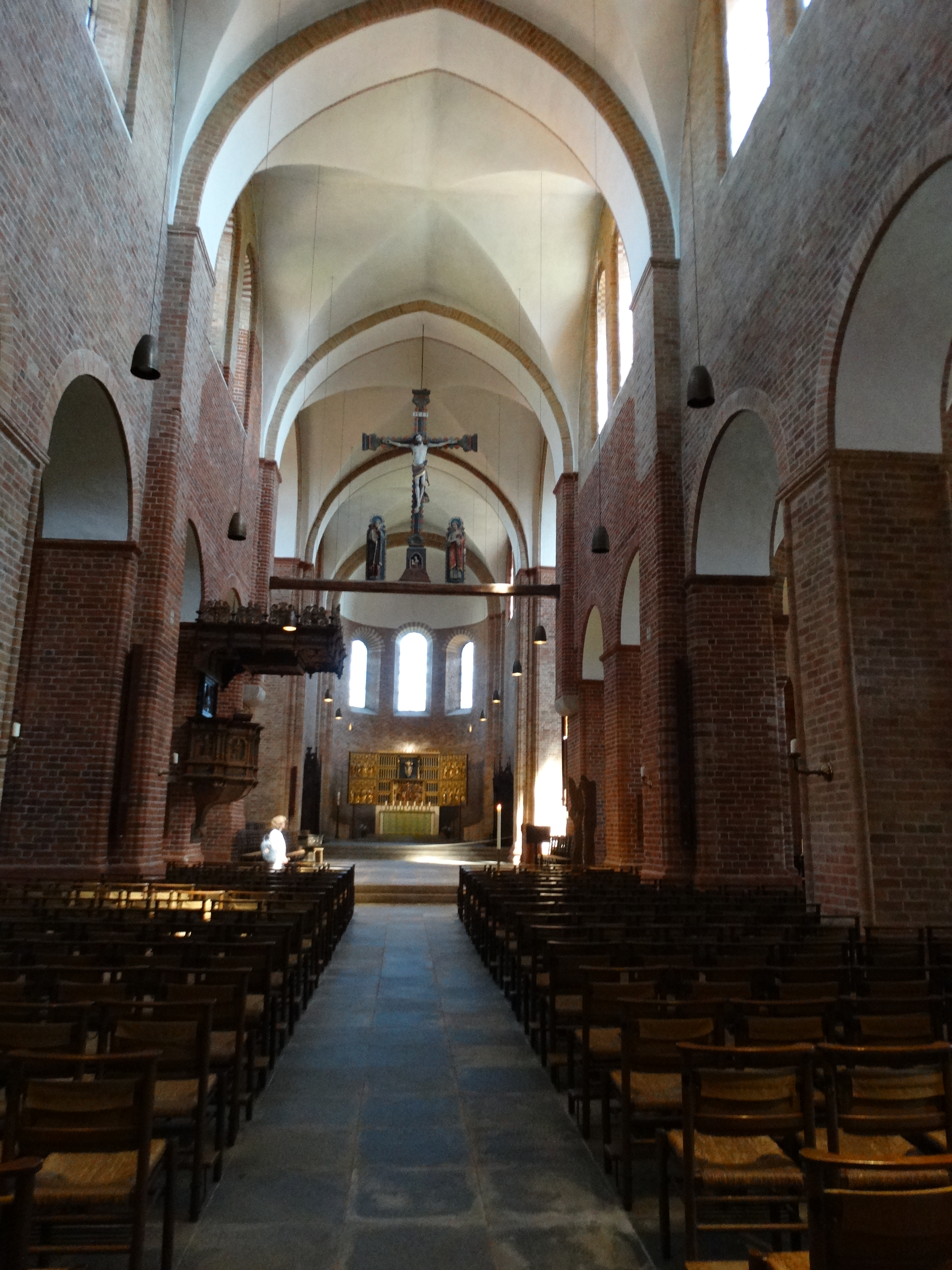
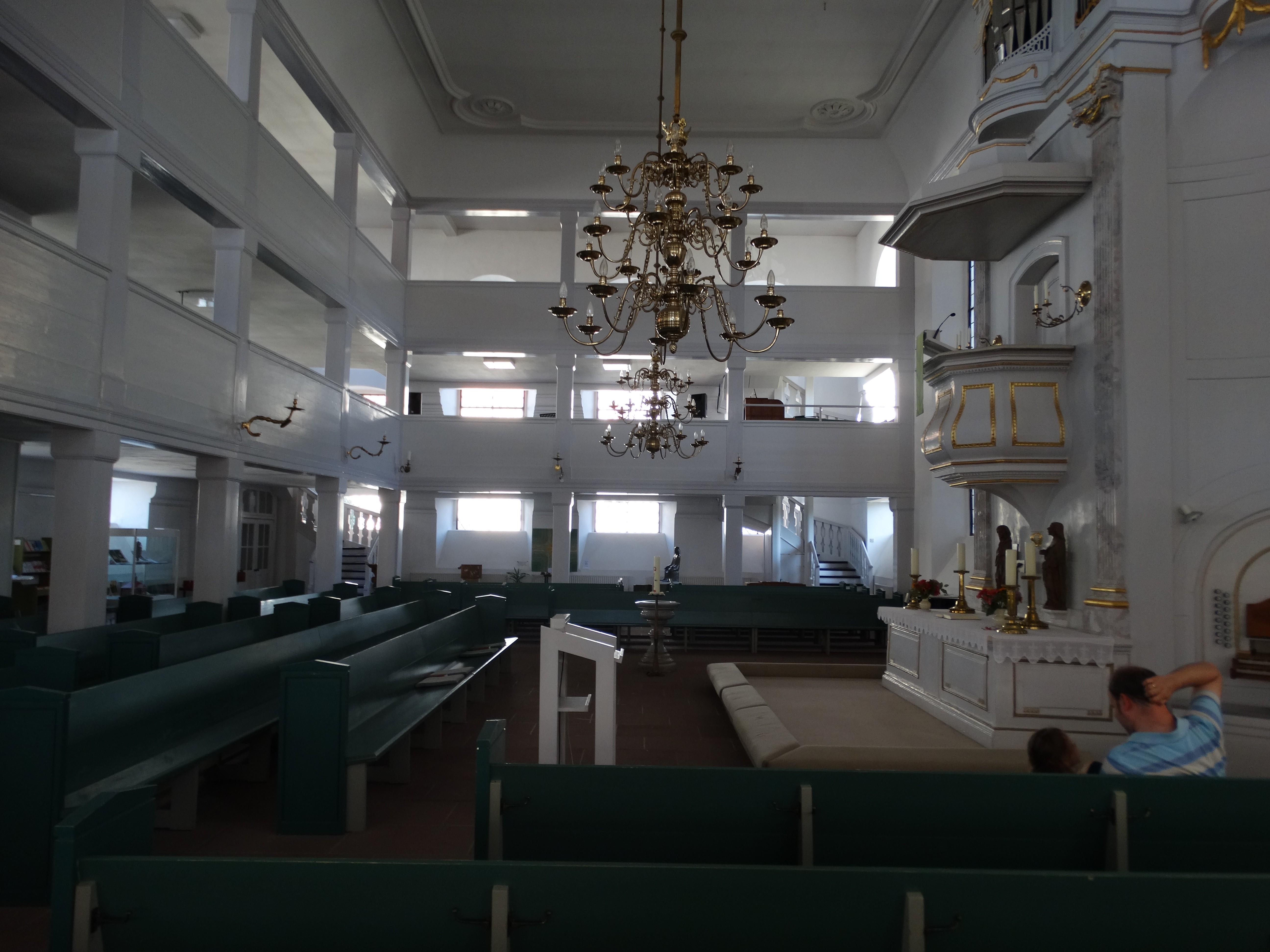
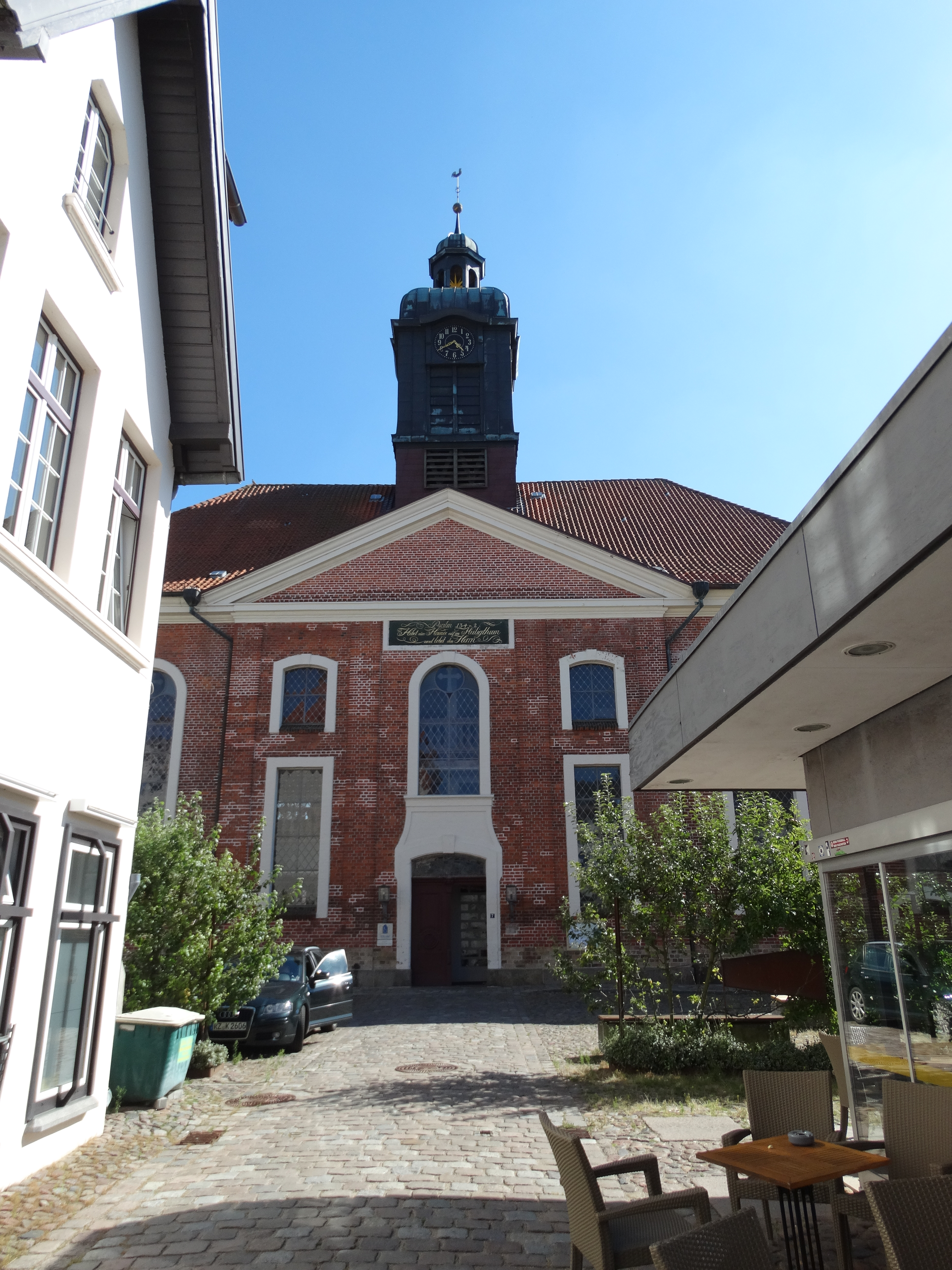

## أعلام
- أوتو هينريتش إينوك بيكر
- والتر بنز
- غونتر هاردر
- كلاوس بيرنس